# Stenotarsus discoidalis
Stenotarsus discoidalis is een keversoort uit de familie zwamkevers (Endomychidae). De wetenschappelijke naam van de soort werd in 1902 gepubliceerd door Csiki.